# Kimberly Collard
Kimberly Collard (* 19. Juli 2004 in Utrecht) ist eine niederländische Eishockeyspielerin, die seit 2024 beim Klagenfurter AC in der deutschen Fraueneishockey-Bundesliga unter Vertrag steht. Daneben spielt sie auch für die Lakers Kärnten in der European Women’s Hockey League. Ihr Bruder Mike und ihr Onkel Tony sind ebenfalls niederländische Nationalspieler.

## Karriere

### Klubs
Kimberly Collard begann ihre Karriere bei den Dordrecht Lady Lions, für die sie schon als 14-Jährige in der niederländischen Frauenliga spielte. 2021 wechselte sie nach Kanada, wo sie für die A21 Academy in der Canadian Female High School Hockeyleague spielte. 2023 kehrte sie in die Niederlande zurück und spielte ein Jahr für die Amsterdam Tigers in der deutschen Fraueneishockey-Bundesliga und in den unterklassigen Herrenmannschaften der IJCU Dragons Utrecht (Eerste divisie) und Dolphin Utrecht (Tweede divisie). Seit 2024 steht sie beim Klagenfurter AC ebenfalls in der deutschen Fraueneishockey-Bundesliga unter Vertrag. Daneben spielt sie auch für die Lakers Kärnten in der European Women’s Hockey League.

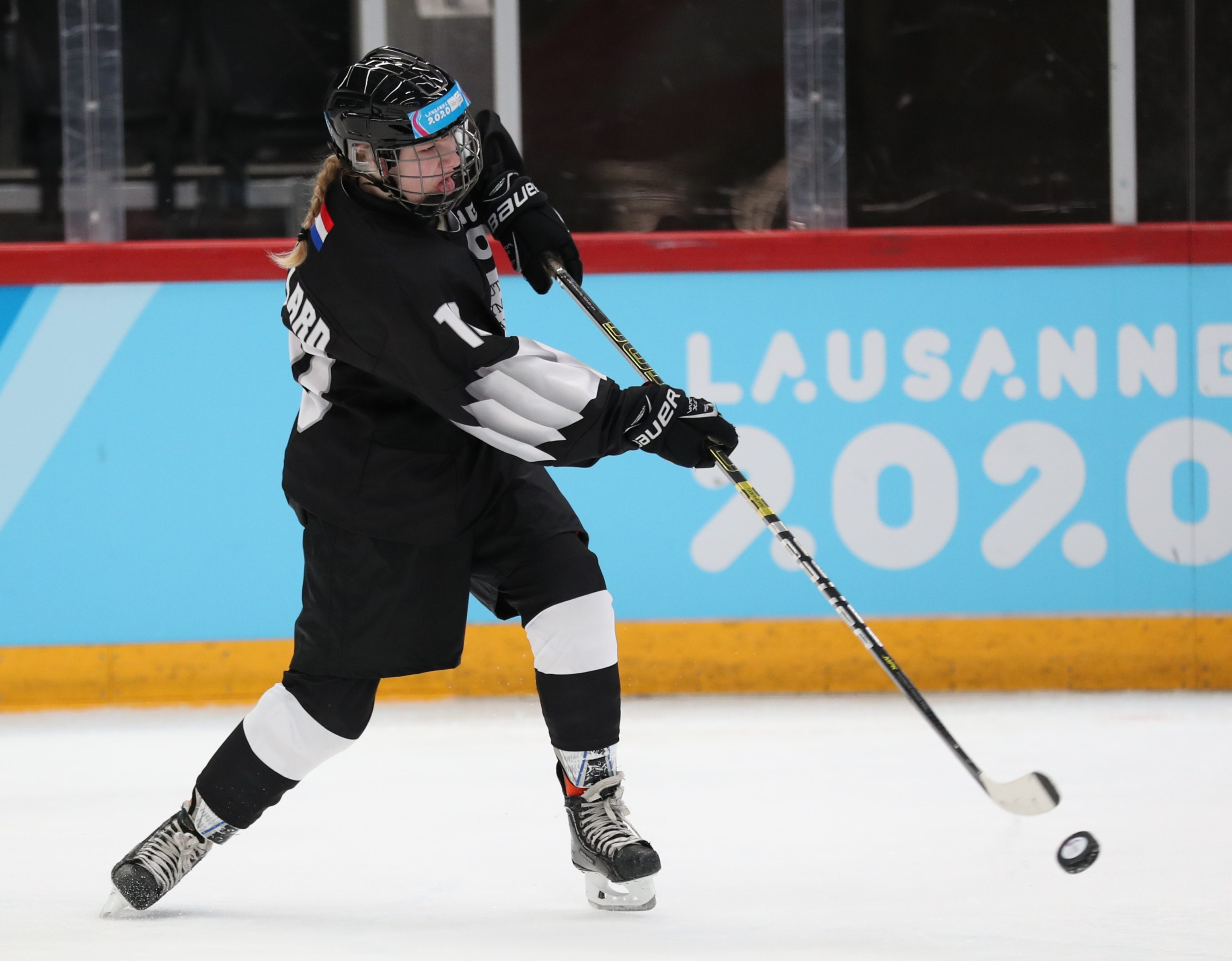
Collard im Einsatz beim 3×3-Turnier der Olympischen Jugend-Winterspiele 2020

### International
Für die Niederlande nahm Collard im Juniorenbereich an den Spielen der U18-Weltmeisterschaften 2019 in der Division I sowie 2020 und 2022, als sie die beste Bullybilanz des Turniers aufwies, in der Division II teil. Zudem nahm sie am 3×3-Eishockeyturnier bei den Olympischen Jugend-Winterspiele 2020 in Lausanne teil, wo sie mit dem „Team Schwarz“ die Silbermedaille gewann.
Ihr Debüt in der Frauen-Nationalmannschaft gab Collard im Oktober 2021 bei der Olympiaqualifikation für die Winterspiele in Peking 2022. Ihre erste WM-Teilnahme folgte beim Division-I-Turnier der Weltmeisterschaft 2022. Dort spielte sie auch 2023, 2024 und 2025. Zudem spielte sie für die Niederlande bei der Olympiaqualifikation für die Winterspiele in Mailand 2026.